# ヴァーチャルスタジオ
ヴァーチャルスタジオは、実写映像とCGをリアルタイムでデジタル合成するシステム、または技術の名称。

## 概要
ヴァーチャルスタジオは、「ビデオカメラの向きやズームの状態を検出するセンサを取り付けたカメラ」と、リアルタイムに画像を生成するCGプロセッサを組み合わせたものである。カメラのセンサからの情報をもとに、向きや奥行き感を計算してCG画像を作成するため、その両者を違和感なく合成することができる。
ブルーバック（もしくはグリーンバック）で統一されたスタジオで出演者などを撮影した実写部分をクロマキーで抜き出し、背景（セット）に関しては現実の大道具としては作らず仮想のデータとして作成し、その両者を組み合わせるといった使い方が多い。必ずしも撮影スタジオ内で使われるとは限らず、プロ野球中継などでは、球場などにシステムを持ち込んで打者の過去の打球データを表示するなどの解説ツールとして使われることもある。
また、ブルーバックまたはグリーンバックを使用しているので、出演者は背景と同じ色の衣服を着用する事ができない。そのため、一例として、ユーグレナの社長のように普段から黄緑色のネクタイを着用している人物がゲスト出演する場合には不都合が生じる。

## ヴァーチャルセット
ヴァーチャルセットは特撮や、CGの世界でひとつひとつ開発されてきたノウハウが組み合わされて、ひとつのシステムを形成する。従来のセットと比較して設営、撤収のための人員が不要で保管場所も不要なので長期間スタジオを占拠せず、低予算で多様な番組に対応できるため、ネット配信の番組をはじめ、多用される。

## 歴史
日本国内では1989年2月にNHK放送センター内ニュースセンターのBフロアに、さらに1995年には同センターAフロアのセット更新時や1993年から放送が開始された天才てれびくんなどで試験的に導入され、現在ではサイエンスZERO、アニゲー☆イレブン!等、多くの番組で使用される。
天才てれびくんの放送開始当時は、使用するCGシステムも完全な3次元レンダリング方式ではなく、NHKで独自に開発された『シンセビジョン』というシステムが使用された。『シンセビジョン』はハイビジョン画像の解像度を利用した一種の画像合成装置で、モーションキャプチャーセンサー付きのカメラとの連動によって、画像背景が自動的カメラの動きに追随するというものだった。その後、リアルタイム3次元システムとして改良され、『ヴァーチャル・セット』或いは『ヴァーチャル・スタジオ』という名称で呼ばれるようになり、語学番組や科学番組などで、頻繁に使用されるようになった。近年では拡張現実で培われた技術も導入される。

## システム
ブレインストーム
通常の運用形式で、SGI Onyxを2台使用し、シリウスビデオ(ONYXのビデオ入出力装置)を通して2台のカメラとつながっていてもう1台のカメラは固定した状態で使用される。
ヴェイパー・システム
ソフトイマージュ社から独立したカナダのディスクリート・ロジック社の製品で個性的な映像処理機能を備えている。

## 呼称について
一般的な表記・表現としては「バーチャル - 」とされる事が多く、当項の表記・表現が用いられるケースは少ない。